# Sport-Club Herford 1979-1980
Questa voce raccoglie le informazioni riguardanti il Sport-Club Herford nelle competizioni ufficiali della stagione 1979-1980.

## Stagione
Nella stagione 1979-1980 l'Herford, allenato da Günter Luttrop, Dieter Garbers e Horst Witzler, concluse il campionato di 2. Bundesliga al 17º posto.

## Rosa
| N. |                     | Ruolo | Calciatore               |
| -- | ------------------- | ----- | ------------------------ |
|    | Germania (bandiera) | P     | Rainer Laduch            |
|    | Germania (bandiera) | P     | Manfred Recknagel        |
|    | Germania (bandiera) | D     | Wolfgang Flüshöh         |
|    | Germania (bandiera) | D     | Karl-Heinz Koberstein    |
|    | Germania (bandiera) | D     | Karl-Heinz Korte         |
|    | Germania (bandiera) | D     | Ulrich Schäffer          |
|    | Germania (bandiera) | D     | Wilfried Schneider       |
|    | Germania (bandiera) | D     | Karl-Friedrich Stremming |
|    | Germania (bandiera) | C     | Klaus Ackermann          |
|    | Germania (bandiera) | C     | Herbert Bittner          |
|    | Germania (bandiera) | C     | Jürgen Heddinghaus       |
|    | Germania (bandiera) | C     | Uwe Kaiser               |

| N. |                     | Ruolo | Calciatore         |
| -- | ------------------- | ----- | ------------------ |
|    | Germania (bandiera) | C     | Andreas Metzner    |
|    | Germania (bandiera) | C     | Paul Niggenaber    |
|    | Germania (bandiera) | C     | Norbert Pohl       |
|    | Germania (bandiera) | C     | Jürgen Suchanek    |
|    | Germania (bandiera) | C     | Bodo Wehmeier      |
|    | Germania (bandiera) | A     | Uwe Clausmeier     |
|    | Germania (bandiera) | A     | Norbert Goscianiak |
|    | Germania (bandiera) | A     | Bernd Laube        |
|    | Germania (bandiera) | A     | Uwe Pallaks        |
|    | Germania (bandiera) | A     | Volker Spazier     |
|    | Germania (bandiera) | A     | Manfred Wehmeier   |

## Organigramma societario
Area tecnica
- Allenatore: Horst Witzler
- Allenatore in seconda:
- Preparatore dei portieri:
- Preparatori atletici:

## Calciomercato

### Sessione estiva
| Acquisti | Acquisti           | Acquisti             | Acquisti |
| R.       | Nome               | da                   | Modalità |
| -------- | ------------------ | -------------------- | -------- |
| A        | Norbert Goscianiak | Rot-Weiß Lüdenscheid |          |
| D        | Ulrich Schäffer    | Bünder SV            |          |

| Cessioni | Cessioni    | Cessioni | Cessioni |
| R.       | Nome        | a        | Modalità |
| -------- | ----------- | -------- | -------- |
| D        | Heinz Knüwe | Bochum   |          |

### Sessione invernale
| Acquisti | Acquisti | Acquisti | Acquisti |
| R.       | Nome     | da       | Modalità |
| -------- | -------- | -------- | -------- |

| Cessioni | Cessioni | Cessioni | Cessioni |
| R.       | Nome     | a        | Modalità |
| -------- | -------- | -------- | -------- |

## Risultati

### 2. Bundesliga

#### Girone di andata
| Arbitro: | Roth |

|                             |           |          |
| Wehmeier 54’, 90’ Laube 86’ | Marcatori | 36’ Wolf |

| Arbitro: | Wuttke |

|  |           |              |
|  | Marcatori | 40’ Wehmeier |

| Arbitro: | Schön |

|              |           |               |
| Wehmeier 26’ | Marcatori | 71’ Stegmayer |

| Arbitro: | Kohnen |

|                         |           |             |
| Schmitt 13’, 30’ (rig.) | Marcatori | 45’ Spazier |

| Arbitro: | Eschweiler |

|                                |           |  |
| Bartel 33’ (rig.) Kaminsky 47’ | Marcatori |  |

| Arbitro: | Weber |

|                                 |           |  |
| Laube 13’ Pallaks 63’, 73’, 77’ | Marcatori |  |

| Arbitro: | Kasperowski |

|  |           |                             |
|  | Marcatori | 7’ Spazier 47’, 52’ Pallaks |

| Arbitro: | Prinz |

|                |           |  |
| Goscianiak 53’ | Marcatori |  |

| Arbitro: | Retzmann |

|  |           |            |
|  | Marcatori | 1’ Pallaks |

| Arbitro: | Burgers |

|             |           |                     |
| Pallaks 69’ | Marcatori | 59’ (rig.) Behrends |

| Arbitro: | Meijerink |

|                            |           |                         |
| Elfering 14’ Lenz 47’, 53’ | Marcatori | 65’ Pallaks 89’ Spazier |

| Herford 28 ottobre 1979 12ª giornata | Herford | 0 – 0 referto | Wanne-Eickel | Ludwig-Jahn-Stadion (4 500 spett.)\| Arbitro: \| Kopka \| |
| Arbitro:                             | Kopka   |               |              |                                                           |

| Arbitro: | Horstmann |

|                                                   |           |             |
| Schock 23’, 56’ Eilenfeldt 43’, 51’ Sackewitz 68’ | Marcatori | 52’ Bittner |

| Arbitro: | Reichmann |

|              |           |                           |
| Wehmeier 83’ | Marcatori | 10’ Clute-Simon 82’ Balke |

| Arbitro: | Kohnen |

|                             |           |                                               |
| Tune-Hansen 45’ Feilzer 58’ | Marcatori | 65’ Pallaks 73’ Wehmeier 85’ (aut.) Brinkrolf |

| Arbitro: | Barnick |

|                              |           |                             |
| Heddinghaus 15’ Wehmeier 26’ | Marcatori | 64’ Schmitz 66’ Stolzenburg |

| Arbitro: | Zittrich |

|                                             |           |           |
| Nabrotzki 21’ Skandera 28’, 75’ Dahmani 78’ | Marcatori | 16’ Korte |

| Arbitro: | Brückner |

|                |           |             |
| Heddinghaus 4’ | Marcatori | 84’ Leifken |

| Arbitro: | Gathmann |

|                                   |           |  |
| Kinkeldey 63’ Schatzschneider 88’ | Marcatori |  |

#### Girone di ritorno
| Lüdenscheid 20 gennaio 1980 20ª giornata | Rot-Weiß Lüdenscheid | 0 – 0 referto | Herford | Stadion Nattenberg (3 000 spett.)\| Arbitro: \| Winkler \| |
| Arbitro:                                 | Winkler              |               |         |                                                            |

| Arbitro: | Ahlenfelder |

|           |           |                                                      |
| Laube 76’ | Marcatori | 35’ Segler 53’, 83’ Lüttges 65’ Ochmann 73’ Schonert |

| Arbitro: | Mölm |

|                         |           |  |
| Jürgens 13’ Mödrath 54’ | Marcatori |  |

| Arbitro: | Assenmacher |

|                                          |           |                                      |
| Kudella 17’ (aut.) Bittner 41’ Korte 79’ | Marcatori | 13’ Kunkel 30’ Hünerlage 90’ Kudella |

| Arbitro: | Wippker |

|                             |           |               |
| Bittner 42’ Heddinghaus 52’ | Marcatori | 32’ Meininger |

| Arbitro: | Nolte |

|                    |           |           |
| Kaemmer 36’ (rig.) | Marcatori | 19’ Laube |

| Arbitro: | Eschenbach |

|           |           |                                                     |
| Korte 60’ | Marcatori | 8’ Arndt 33’ Krumbein 70’ Mertins 85’, 90’ Rischker |

| Arbitro: | Rieb |

|           |           |  |
| Allig 86’ | Marcatori |  |

| Arbitro: | Niemann |

|  |           |               |
|  | Marcatori | 52’ Jochimiak |

| Arbitro: | Glasneck |

|            |           |  |
| Pöttgen 5’ | Marcatori |  |

| Arbitro: | Teichert |

|  |           |                                   |
|  | Marcatori | 67’ Heise 82’ Kremer 89’ Dzieciol |

| Arbitro: | Pauly |

|                                                             |           |             |
| Wischniewski 15’ Sobieray 31’ Lücke 56’ Leske 59’ Rothe 87’ | Marcatori | 58’ Pallaks |

| Arbitro: | Kautschor |

|  |           |                |
|  | Marcatori | 17’ Eilenfeldt |

| Arbitro: | Gabriel |

|                                        |           |                 |
| Balke 15’ Montanes 68’ Stradt 75’, 87’ | Marcatori | 20’ Heddinghaus |

| Arbitro: | Horeis |

|                       |           |                            |
| Pallaks 25’, 44’, 58’ | Marcatori | 30’ Tune-Hansen 39’ Pieper |

| Arbitro: | Eggers |

|                          |           |  |
| Stolzenburg 7’, 84’, 90’ | Marcatori |  |

| Arbitro: | Kopka |

|                                                  |           |  |
| Wehmeier 24’, 85’ Bittner 42’ (rig.) Pallaks 79’ | Marcatori |  |

| Arbitro: | Heitmann |

|             |           |             |
| Schütte 51’ | Marcatori | 28’ Spazier |

| Arbitro: | Glasneck |

|                                 |           |                                |
| Pallaks 52’, 87’ Goscianiak 72’ | Marcatori | 12’ Hayduk 83’ Schatzschneider |

## Statistiche

### Statistiche di squadra
| Competizione  | Punti | In casa | In casa | In casa | In casa | In casa | In casa | In trasferta | In trasferta | In trasferta | In trasferta | In trasferta | In trasferta | Totale | Totale | Totale | Totale | Totale | Totale | DR  |
| Competizione  | Punti | G       | V       | N       | P       | Gf      | Gs      | G            | V            | N            | P            | Gf           | Gs           | G      | V      | N      | P      | Gf     | Gs     | DR  |
| ------------- | ----- | ------- | ------- | ------- | ------- | ------- | ------- | ------------ | ------------ | ------------ | ------------ | ------------ | ------------ | ------ | ------ | ------ | ------ | ------ | ------ | --- |
| 2. Bundesliga | 31    | 19      | 7       | 6       | 6       | 31      | 31      | 19           | 4            | 3            | 12           | 17           | 38           | 38     | 11     | 9      | 18     | 48     | 69     | -21 |
| Totale        | 31    | 19      | 7       | 6       | 6       | 31      | 31      | 19           | 4            | 3            | 12           | 17           | 38           | 38     | 11     | 9      | 18     | 48     | 69     | -21 |

### Andamento in campionato
| Giornata  | 1 | 2 | 3 | 4 | 5  | 6 | 7 | 8 | 9 | 10 | 11 | 12 | 13 | 14 | 15 | 16 | 17 | 18 | 19 | 20 | 21 | 22 | 23 | 24 | 25 | 26 | 27 | 28 | 29 | 30 | 31 | 32 | 33 | 34 | 35 | 36 | 37 | 38 |
| --------- | - | - | - | - | -- | - | - | - | - | -- | -- | -- | -- | -- | -- | -- | -- | -- | -- | -- | -- | -- | -- | -- | -- | -- | -- | -- | -- | -- | -- | -- | -- | -- | -- | -- | -- | -- |
| Luogo     | C | T | C | T | T  | C | T | C | T | C  | T  | C  | T  | C  | T  | C  | T  | C  | T  | T  | C  | T  | C  | C  | T  | C  | T  | C  | T  | C  | T  | C  | T  | C  | T  | C  | T  | C  |
| Risultato | V | V | N | P | P  | V | V | V | V | N  | P  | N  | P  | P  | V  | N  | P  | N  | P  | N  | P  | P  | N  | V  | N  | P  | P  | P  | P  | P  | P  | P  | P  | V  | P  | V  | N  | V  |
| Posizione | 2 | 4 | 3 | 7 | 11 | 7 | 3 | 3 | 3 | 3  | 6  | 6  | 8  | 9  | 9  | 9  | 10 | 10 | 10 | 11 | 12 | 13 | 13 | 12 | 12 | 12 | 14 | 15 | 15 | 15 | 16 | 17 | 17 | 17 | 17 | 17 | 17 | 17 |

Legenda:

Luogo: C = Casa; T = Trasferta. Risultato: V = Vittoria; N = Pareggio; P = Sconfitta.

### Statistiche dei giocatori
| K. Ackermann   | 17 | 0  | 1  | 0 |
| H. Bittner     | 35 | 4  | 4  | 0 |
| U. Clausmeier  | 0  | 0  | 0  | 0 |
| W. Flüshöh     | 34 | 0  | 2  | 0 |
| N. Goscianiak  | 23 | 2  | 1  | 1 |
| J. Heddinghaus | 25 | 4  | 4  | 1 |
| U. Kaiser      | 1  | 0  | 0  | 0 |
| K. Koberstein  | 8  | 0  | 0  | 0 |
| K. Korte       | 31 | 3  | 4  | 0 |
| R. Laduch      | 26 | 0  | 0  | 0 |
| B. Laube       | 24 | 4  | 0  | 0 |
| A. Metzner     | 29 | 0  | 1  | 0 |
| P. Niggenaber  | 0  | 0  | 0  | 0 |
| U. Pallaks     | 33 | 16 | 5  | 1 |
| N. Pohl        | 28 | 0  | 2  | 0 |
| M. Recknagel   | 12 | 0  | 0  | 0 |
| W. Schneider   | 26 | 0  | 4  | 0 |
| U. Schäffer    | 12 | 0  | 0  | 0 |
| V. Spazier     | 33 | 4  | 3  | 0 |
| K. Stremming   | 31 | 0  | 3  | 0 |
| J. Suchanek    | 21 | 0  | 3  | 1 |
| B. Wehmeier    | 9  | 0  | 2  | 0 |
| M. Wehmeier    | 35 | 9  | 13 | 0 |